# Puy de la Bannière
Der Puy de la Bannière ist ein erloschener Vulkan (Schlackenkegel) im französischen Département Puy-de-Dôme (Region Auvergne-Rhône-Alpes).

## Geographie
Der Puy de la Bannière liegt in unmittelbarer Nähe der westlichen Randstörung des Limagnegrabens und überragt mit 733 Meter Meerhöhe das auf 494 Meter liegende Volvic, zu dessen Gemeindegebiet er gehört. Auf einem auf 594 Meter Meerhöhe liegenden Felsensporn auf der Nordseite des Vulkans wurde die Burg Tournoël erbaut. Auf der Ostseite wird der Berg von Gemeinden des Limagnegrabens wie Malauzat (Dorf Saint-Genest-l'Enfant), Marsat, Mozac und Riom umgeben. Unmittelbar im Süden schmiegt sich der Ortskern von Volvic direkt an den Vulkan.

## Geologie
Der Puy de la Bannière ist ein reiner Schlackenkegel trachyandesitischer Zusammensetzung, der im Verlauf seiner Tätigkeit keinerlei Lava emittiert hat. Im Gegensatz zu frisch wirkenden Vulkankegeln wie beispielsweise dem Puy Pariou sind seine Umrisse bereits ziemlich erodiert – was sein bereits etwas fortgeschrittenes Alter nur bestätigt. Er liegt nur unweit westlich der Hauptrandstörung des Limagnegrabens und setzt sich deutlich von der Hauptkette der Chaîne des Puys ab, die rund 6 Kilometer weiter westlich verläuft. Streng genommen gehört er somit nicht mehr zur Chaîne des Puys, wird aber dennoch meistens zu ihr gerechnet. Es dürfte kein Zufall sein, dass der Puy de la Bannière am Schnittpunkt mehrerer Störungen durch das granitische Grundgebirge aufgedrungen ist – am System Nordnordost (N 020) und Südsüdost (N 160), das auch an der Hauptrandstörung verwirklicht ist sowie untergeordnet am Kreuzungspunkt der Richtungen Nord-Süd und Nordwest-Südost.

## Geschichtliches

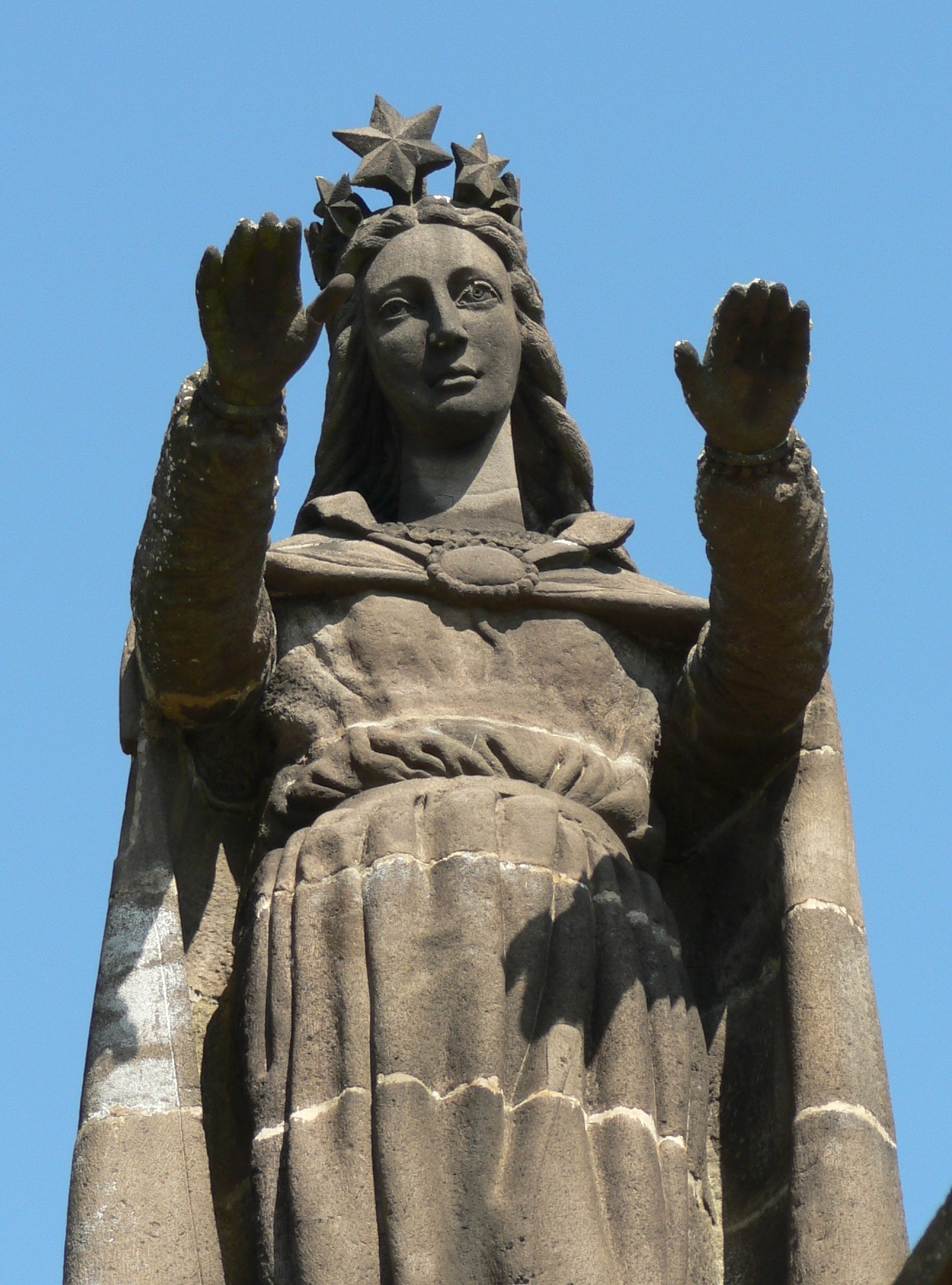
Die Statue Notre-Dame-de-la-Garde auf dem Puy de la Bannière

Im Jahr 1751 bestieg Jean-Étienne Guettard mit Chrétien-Guillaume de Lamoignon de Malesherbes den Puy de la Bannière und stellte erstmals anhand der Kegelform, der Scorien und des zentralen trichterförmigen Kraters seinen vulkanischen Ursprung fest.
Im Jahr 1861 wurde von der École d’architecture de Volvic (Architekturschule von Volvic) ein Kreuzweg am Puy de la Bannière angelegt. Er verbindet den Ortskern von Volvic mit der südlichen Bergflanke, auf der Notre-Dame-de-la-Garde, eine monumentale Statue der Jungfrau Maria aus Volvic-Stein aufgestellt wurde. Mit ihren beiden ausgestreckten Armen segnet sie die Stadt.